# Josée Lacasse
Josée Lacasse (ur. 25 października 1965 w Montrealu) – kanadyjska narciarka alpejska.

## Kariera
W zawodach Pucharu Świata zadebiutowała 6 marca 1983 roku w Mont-Tremblant, gdzie zajęła 44. miejsce w gigancie. Pierwsze punkty wywalczyła 9 marca 1986 roku w Sunshine, gdzie zajęła szóste miejsce w tej samej konkurencji. Na podium zawodów tego cyklu jedyny raz stanęła 6 grudnia 1986 roku w Waterville Valley, kończąc rywalizację w gigancie na trzeciej pozycji. W zawodach tych wyprzedziły ją jedynie dwie Szwajcarki: Vreni Schneider i Maria Walliser. W sezonie 1985/1986 zajęła 49. miejsce w klasyfikacji generalnej, a w klasyfikacji giganta była szesnasta.
Wystartowała na igrzyskach olimpijskich w Calgary w 1988 roku, zajmując jedenaste miejsce w gigancie i szesnaste w slalomie. Zajęła też dwudzieste miejsce w gigancie podczas mistrzostw świata w Crans-Montana w 1987 roku.

## Osiągnięcia

### Igrzyska olimpijskie
| Miejsce | Dzień     | Rok  | Miejscowość | Konkurencja | Czas biegu | Strata | Zwyciężczyni    |
| ------- | --------- | ---- | ----------- | ----------- | ---------- | ------ | --------------- |
| 11.     | 24 lutego | 1988 | Calgary     | Gigant      | 2:06,49    | +3,29  | Vreni Schneider |
| 16.     | 26 lutego | 1988 | Calgary     | Slalom      | 1:36,69    | +6,54  | Vreni Schneider |

### Mistrzostwa świata
| Miejsce | Dzień     | Rok  | Miejscowość   | Konkurencja | Czas biegu | Strata | Zwyciężczyni    |
| ------- | --------- | ---- | ------------- | ----------- | ---------- | ------ | --------------- |
| 20.     | 5 lutego  | 1987 | Crans-Montana | Gigant      | 2:21,22    | +5,63  | Vreni Schneider |
| DNF1    | 7 lutego  | 1987 | Crans-Montana | Slalom      | 1:33,30    | -      | Erika Hess      |
| DNF1    | 7 lutego  | 1989 | Vail          | Slalom      | 1:30,88    | -      | Mateja Svet     |
| DNF1    | 11 lutego | 1989 | Vail          | Gigant      | 2:29,37    | -      | Vreni Schneider |

### Mistrzostwa świata juniorów
| Miejsce | Dzień   | Rok  | Miejscowość | Konkurencja | Czas biegu | Strata | Zwyciężczyni    |
| ------- | ------- | ---- | ----------- | ----------- | ---------- | ------ | --------------- |
| 15.     | 5 marca | 1983 | Sestriere   | Slalom      | 1:38,46    | +5,78  | Fulvia Stevenin |

### Puchar Świata

#### Miejsca w klasyfikacji generalnej
- sezon 1985/1986: 49.
- sezon 1986/1987: 49.
- sezon 1987/1988: 94.
- sezon 1988/1989: 70.
- sezon 1989/1990: 76.

#### Miejsca na podium
1. Waterville Valley – 6 grudnia 1986 (gigant) – 3. miejsce